# Chaetura vauxi
El vencejo de Vaux, también vencejo común, vencejo grisáceo, vencejo de lomo marrón  o vencejo lomimarrón (Chaetura vauxi) es una especie de ave apodiforme de la familia Apodidae. Su área de distribución incluye América del Norte, América Central y el norte de Sudamérica. Su nombre le fue dado en honor al científico William Samsom Vaux.

## Subespecies
Se distinguen las siguientes subespecies:
- Chaetura vauxi andrei Berlepsch & Hartert, 1902
- Chaetura vauxi aphanes Wetmore & Phelps, 1956
- Chaetura vauxi gaumeri Lawrence, 1882
- Chaetura vauxi ochropygia Aldrich, 1937
- Chaetura vauxi richmondi Ridgway, 1910
- Chaetura vauxi tamaulipensis Sutton, 1941
- Chaetura vauxi vauxi (J. K. Townsend, 1839)